# Курдельчук Данило Маркович
Курдельчук Данило Маркович (2 січня 1944, с. Куликовичі Маневицького району Волинської області — 30 вересня 2016, Київ) — український юрист та дипломат.

## Освіта
З 1963 р. навчався на юридичному факультеті (відділення міжнародного права) Київського державного університету ім. Тараса Шевченка, який закінчив у 1967 р.

## Професійна та громадська діяльність
З березня 1967 р. — консультант представництва Інюрколегії в Українській та Молдавській РСР. З вересня 1977 р. — заступник Уповноваженого, а з березня 1987 р. — Уповноважений Інюрколегії в Українській та Молдавській РСР. З грудня 1991 р. — Голова Президії новоствореної Української іноземної юридичної колегії, з 1994 р. по вересень 2016 р. — її Президент.
В 1994—2004 рр. Д. М. Курдельчук був членом Наглядової ради Українського національного фонду «Взаєморозуміння та примирення» при Кабінеті Міністрів України. Неодноразово брав участь у міжнародних переговорах у складі офіційних делегацій України як член делегацій та юридичний радник.
Член Ради товаровиробників та роботодавців при Президентові України (1996—2000 рр.), Президентської ради Української асоціації міжнародного права, Віце-президент Світового конгресу українських юристів, Заступник голови Спілки юристів України, голова Міжнародного громадського об'єднання «Волинське братство» , член Наглядової ради Східноєвропейського національного університету ім. Лесі Українки (з 2011 р.), співзасновник Міжнародного благодійного фонду «Дитяче серце» та низки інших благодійних організацій.

## Нагороди та почесні звання
Заслужений юрист України (1987). 
Народний посол України (1999). 
Лауреат першого Всеукраїнського конкурсу на краще професійне досягнення «Юрист року» у номінації «Адвокат» (1999). 
Орден «За заслуги» (Україна) (ІІІ ступеня) (2000). 
Золота відзнака Міжнародного фонду юристів України (2001). 
Орден «За заслуги» (Україна) (ІІ ступеня) (2003). 
Кращий адвокат року в Україні (2003). 
Почесна грамота ВР України «За особливі заслуги перед Українським народом» (2004). 
Орден «За заслуги» (Україна) (І ступеня) (2008). 
Почесний громадянин Волині (2009). 
Золота почесна відзнака «За заслуги перед Австрійською Республікою» (2015) 
Почесна Відзнака Асоціації правників України «За честь і професійну гідність» (2016). 
Почесна відзнака МЗС України ІІ ступеня. 
«Знак Пошани» Київського міського голови. 
Орден УПЦ Святого рівноапостольного князя Володимира. 
Орден УПЦ Преподобного Нестора Літописця.
Довірений адвокат Посольства Австрійської Республіки в Україні з 1992 р.
На підставі Декрету Президента Республіки Панама 12 травня 2002 р. Уряд України визнав Д. М. Курдельчука Почесним консулом Республіки Панама в Україні.
Данило Курдельчук отримав  вищу нагороду Австрії (липень 2015 р.) — почесний знак «За заслуги перед Австрійською Республікою». Вручаючи цю відзнаку, Надзвичайний і Повноважний Посол Австрійської Республіки в Україні пані Герміне Поппеллер зазначила великий особистий внесок Данила Курдельчука в розвиток відносин між Україною та Австрією, його багаторічну діяльну підтримку австрійського дипломатичного представництва в нашій країні.

## Виноски
1. ↑  Волинське братство. Архів оригіналу за 2 жовтня 2017. Процитовано 2 жовтня 2017.
2. ↑  Державні нагороди України. Кавалери та лауреати (Див. стор. 91) (PDF). Архів оригіналу (PDF) за 3 жовтня 2017. Процитовано 3 жовтня 2017.
3. ↑  Наш юрист удостоєний вищої державної відзнаки Австрії. www.golos.com.ua (укр.). 1 липня 2015. Процитовано 13 травня 2025.

## Праці, публікації
- Данило Курдельчук: «Завжди, коли можеш, допоможи людині, коли не можеш — спробуй ще раз»  [Архівовано 3 жовтня 2017 у Wayback Machine.]
- Даниил Курдельчук, Инна Новак, Александр Малиновский: «Украина—Россия: европейский подход к решению газовой дилеммы на основе верховенства права»  [Архівовано 22 листопада 2018 у Wayback Machine.]
- Даниил Курдельчук, Александр Малиновский: «Международный инвестиционный арбитраж как элемент юридического противодействия России»
- Даниил Курдельчук, Александр Малиновский: «Бери или плати»: брать или не брать?"